# Louis Bancel
Pour les articles homonymes, voir Bancel.
Louis Bancel, né le 26 septembre 1926 à Saint-Julien-Molin-Molette et mort le 2 décembre 1978 à Féricy, est un sculpteur français.
Il était l'époux de Chantal Bancel. Il est le père du linguiste Pierre Bancel, de la musicienne Marie Bancel, de l'historien Nicolas Bancel et de l'informaticien Renaud Bancel.

## Biographie
Bachelier précoce, il entame des études en Mathématiques supérieures au lycée du Parc de Lyon, mais les interrompt à l'âge de 17 ans pour rejoindre la Résistance. À la Libération, l'expérience de la guerre et la découverte de l'histoire de l'art le mènent à changer de voie. Après trois ans d'apprentissage chez le sculpteur lyonnais Lucien Descombe il s'installe à Paris en 1948.
Citant les modernes comme Picasso, Matisse et Laurens, mais aussi les sculptures primitives des Cyclades, Bancel fait progressivement évoluer son travail vers des formes les plus pures et les plus simples possibles.

### Le monument aux déportés de Buchenwald
Par l'intermédiaire de son ami le peintre Boris Taslitzky, Louis Bancel est contacté en 1957 par l'association des déportés de Buchenwald-Dora. Il réalise le monument dédié à la mémoire des victimes du camp, inauguré le 5 avril 1964.

La monumentale sculpture en bronze se situe aujourd'hui au Cimetière du Père-Lachaise dans la partie du cimetière consacrée aux victimes de la seconde guerre mondiale. Elle repose sur une dalle de granite de l'architecte M. Romer (lui-même déporté) gravée d'un texte de Louis Aragon :

« Qu’à jamais ceci montre comme l’Homme dut tomber

Et comment le courage et le dévouement

Lui conservent son nom d’Homme. »

### Quelques autres monuments
- Statue de Diderot, école Denis Diderot, Montreuil.
- Ronde d'enfants, groupe scolaire Jacques Decour, Le Blanc-Mesnil.
- Femme-sirène, bassin de la Place d'Armes, Saint-Ouen.
- Deux Enfants, Collège du Pilat, Bourg-Argental.

## Hommages

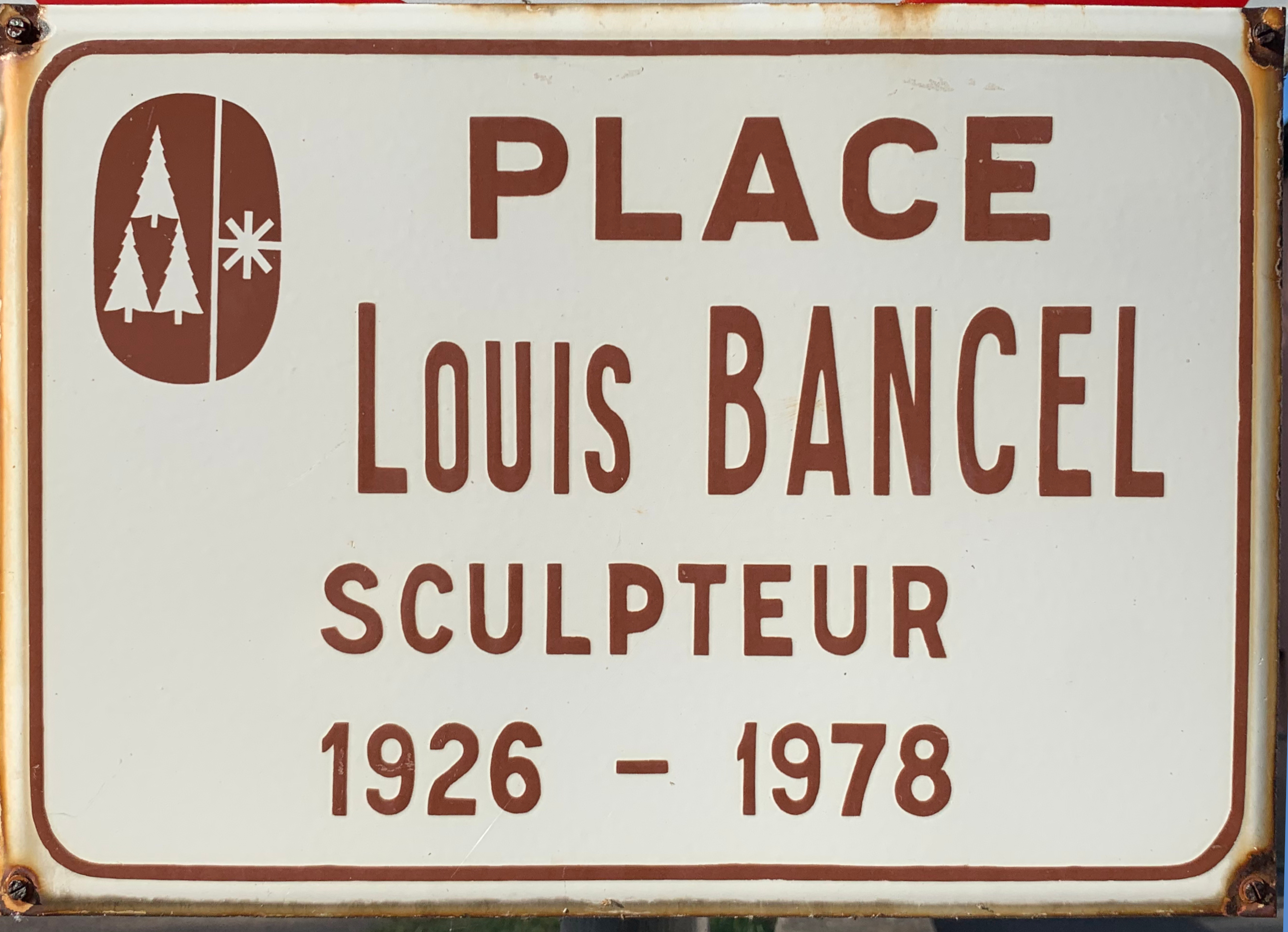
Panneau de la place Louis-Bancel à Saint-Julien-Molin-Molette.

- Il existe une place Louis-Bancel à Saint-Julien-Molin-Molette.